# Mega Man Xtreme 2
Mega Man Xtreme 2 (Rockman X: Soul Eraser au Japon) est un jeu d'action-plates-formes développé par Capcom Production Studio 3 et édité par Capcom sur Game Boy Color en 2001. C'est la suite de Mega Man Xtreme et le second volet de la série dérivée de Mega Man X. Le jeu est réédité en 2013 sur Nintendo 3DS,,,.

## Trame
Mega Man Xtreme 2 se déroule entre Mega Man X3 et Mega Man X4.
Un peu partout sur Terre, des Réploïdes sont retrouvés sans vie, dépouillés de leur ADN. Lorsque cet étrange phénomène, baptisé l'Erasure (l'effacement), se reproduit dans les installations de recherche de l'île de Laguz, les chasseurs de Mavericks X et Zero sont envoyés sur place pour enquêter. Au cours de leur mission, les deux Réploïdes pourront compter sur l'aide d'Iris, recrue de la Repliforce en formation chez les Chasseurs.
Sur place, X et Zero découvrent que le phénomène de l'Erasure n'est pas le résultat d'un accident, mais plutôt le fruit d'expériences cybernétiques menées par deux malfaisants Réploïdes, Gareth et Berkana. Grâce à leurs recherches, ces effaceurs d'âme (Soul Erasers) sont parvenus à ressusciter des Mavericks du passé et comptent bien utiliser leur découverte pour lever une armée.

## Système de jeu
Mega Man Xtreme 2 reprend le principe de son prédécesseur, à savoir qu'il combine plusieurs éléments et Mavericks issus de jeux différents (Mega Man X2 et Mega Man X3).
La grande nouveauté de ce jeu réside dans la possibilité de jouer avec X ou Zero. Chaque personnage se contrôle différemment et possède un parcours qui lui est propre, au cours duquel chacun affronte quatre Mavericks.
X utilise son fidèle X-Buster, qu'il peut charger, et peut renforcer ses capacités en récupérant des pièces d'armure (ici, une combinaison de la Giga Armor de Mega Man X2 et de la Max Armor de Mega Man X3), tandis que Zero se sert de son sabre laser pour réaliser des attaques rapprochées. Mega Man Xtreme 2 est le seul jeu dans lequel Zero dispose d'une armure qui lui est propre (ce qui exclut les armures ultimes des jeux suivants).
En cours de route, X et Zero peuvent récupérer des DNA Souls (âmes ADN) et s'en servir pour acheter des Parts développées par Iris, qui, une fois équipées, leur permettront d'acquérir de nouvelles capacités ou d'améliorer celles déjà existantes.
À l'instar de Mega Man Xtreme, le jeu dispose de plusieurs modes de jeu. Après avoir terminé l'aventure avec X et Zero, le joueur a accès au mode Extreme, qui lui permet de rejouer au jeu et d'affronter les huit Mavericks. Dans ce mode, le joueur peut alterner en tout temps entre X et Zero. Ce concept sera en grande partie repris dans Mega Man X7 et Mega Man X8.
Mega Man Xtreme 2 possède également un mode à débloquer, Boss Mode, dans lequel le joueur doit affronter un après l'autre les seize Mavericks de la série Xtreme.

### Mavericks
| Nom anglais       | Nom japonais      | Niveau            | Arme gagnée    | Technique    | Faiblesse                |
| ----------------- | ----------------- | ----------------- | -------------- | ------------ | ------------------------ |
| Neon Tiger        | Shining Tigerd    | Jungle            | Ray Claw       | Rising       | Tornado Fang/Drill Crush |
| Volt Catfish      | Electel Namazuros | Sewer/Power Plant | Tri-Thunder    | Tri-Thunder  | Ray Claw/Rising          |
| Launch Octopus    | Launcher Octopuld | Underwater        | Marine Tornado | Fish Fang    | Tri-Thunder              |
| Flame Mammoth     | Burnin' Noumander | Factory           | Fire Wave      | Fire Wave    | Marine Tornado/Fish Fang |
| Wire Sponge       | Wire Hetimarl     | Weather Center    | Strike Chain   | Lightning    | Fire Wave                |
| Overdrive Ostrich | Sonic Ostreague   | Desert            | Sonic Slicer   | Dash         | Strike Chain/Lightning   |
| Blast Hornet      | Explose Horneck   | Airfield          | Bomb Bee       | Earth Gaizer | Sonic Slicer/Dash        |
| Tunnel Rhino      | Screw Maisaider   | Quarry            | Tornado Fang   | Drill Crush  | Bomb Bee/Earth Gaizer    |